# さんさんバス

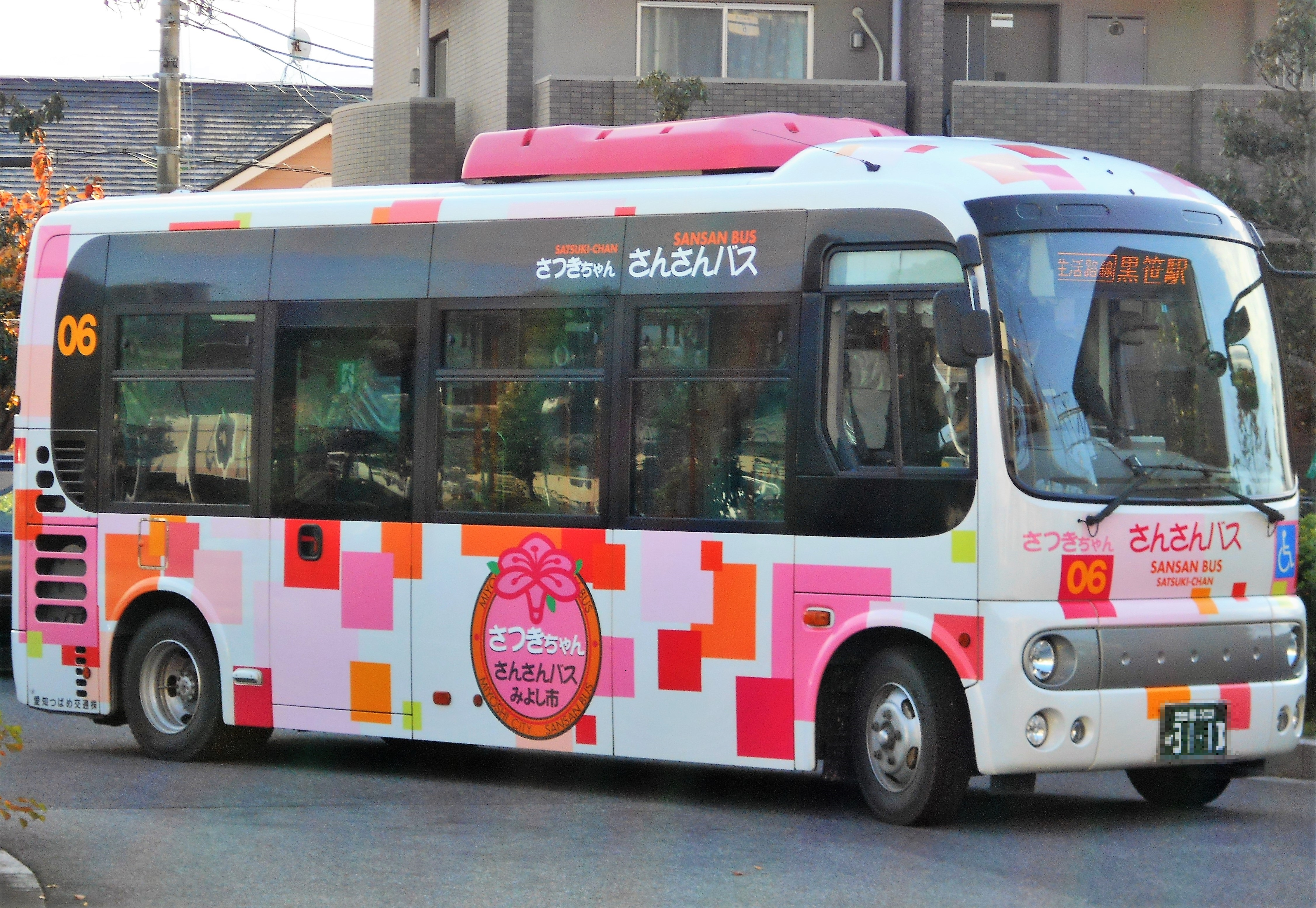
さつきちゃん（生活路線）用車両（名鉄豊田線「黒笹駅」にて、2016年11月）

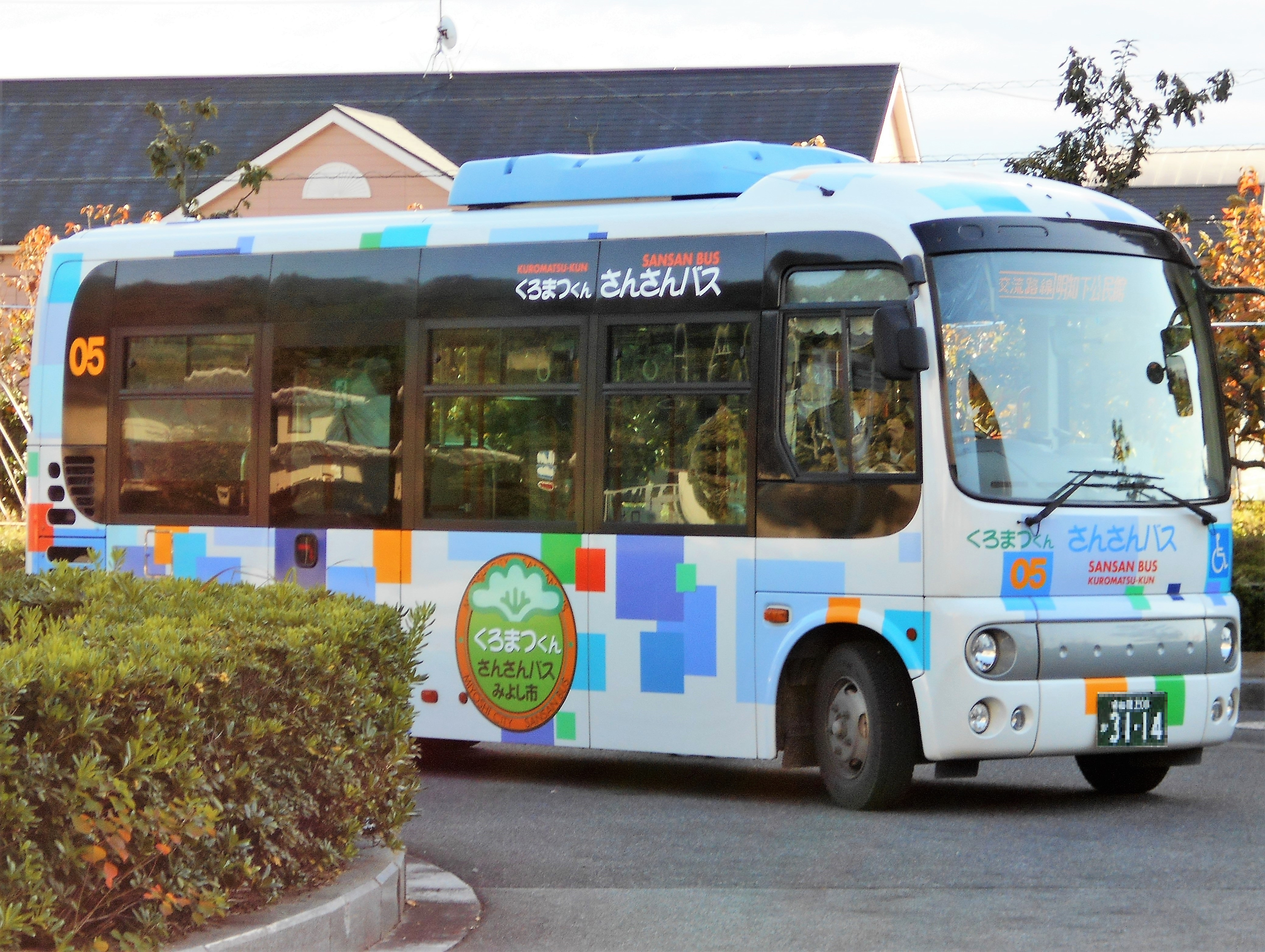
くろまつくん（交流路線）用車両（名鉄豊田線「黒笹駅」にて、2016年11月）

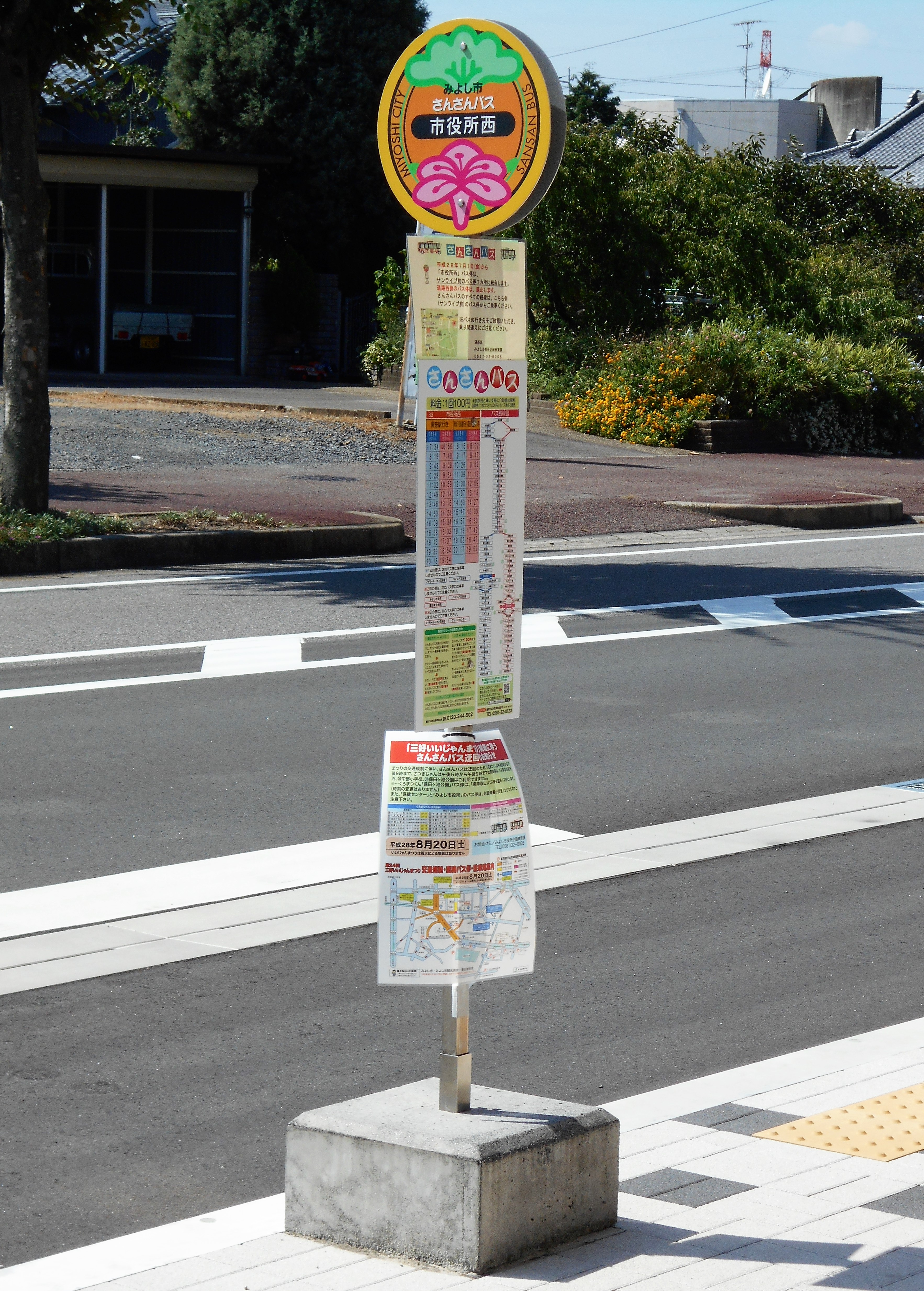
市役所西バス停（2016年8月）

さんさんバスは、愛知県みよし市が運行するコミュニティバスの愛称。愛知つばめ交通に運行を委託している。
なお本項では、みよし市が運行する乗合タクシーについても記述する。

## さんさんバス

### 概要
元は市制施行前の西加茂郡三好町が運行していた三好町営バスを引き継いだものである。三好町時代の1999年10月1日より試行運行を開始し、2001年4月28日より正式運行へ移行した。2010年1月4日の市制施行によりみよし市営バスへ改称した。
愛称「さんさんバス」の由来は、三好の「三（さん）」と太陽の「SUN（さん）」、そして敬称の「～さん」から。
バスロケーションシステム「みよし市さんさんバス位置情報提供サービス」を導入しており、乗降客の多いみよし市役所、みよし市民病院、豊田厚生病院には、バスロケーションシステムのモニターが設置されている。またインターネットでパソコンやスマートフォンからもバスの現在位置や待ち時間を確認できる。
くろまつライン（福田明知線）の終点である「明知下公民館」バス停から、隣接する豊田市の「高岡ふれあいバス」路線1への乗り継ぎが可能である。

### 沿革
- 1999年（平成11年）10月1日：三好町が「みよし試行運行バス」の名称で試行運行を開始。
- 2001年（平成13年）4月28日：三好町営バスとして正式運行を開始。
- 2004年（平成16年）
  - 9月30日：名鉄バス「三好ヶ丘団地線」廃止。
  - 10月1日
    - 名鉄バスの路線廃止を受け、町営バスの路線再編を実施。乗合タクシーを10地区で運行開始。
    - 国土交通省の「バス利用促進等総合対策事業」の補助によりバスを2台購入。
    - 国土交通大臣から「特別指定生活路線」の認定を受ける。
- 2008年（平成20年）8月1日：くろまつくん1号及びさつきちゃん2号のバス車両を更新。
- 2010年（平成22年）
  - 1月4日：市制施行によりみよし市営バスへ改称。これに伴い「三好役場前」バス停を「みよし市役所」へ改称。
  - 9月1日：くろまつくん3号及びさつきちゃん4号のバスを更新。
- 2012年（平成24年）4月1日：路線改正に合わせ、くろまつくん5号及びさつきちゃん6号のバス車両を導入。
- 2013年（平成25年）10月1日：ダイヤ改正。
- 2017年（平成29年）3月：くろまつくん3号及びさつきちゃん4号のバス車両を更新。
- 2019年（平成31年）2月：くろまつくん5号及びさっきちゃん6号のバス車両を更新。この更新から車内の停留所案内表示機がLED式から液晶式へ変更される。また、黒笹駅発最終便の繰り下げ、乗合タクシー乗降場の新設を実施。
- 2020年（令和2年）
  - 6月：市内在住で障害者手帳を所持する障害者に対し、市が「さんさんバス助成利用券」を交付して運賃無料で乗車できるようになる（それまでは介助者のみ運賃無料であった）。
  - 9月：同年9月から翌2021年2月まで、電子マネー（nanaco、WAON、楽天Edy、iDでの運賃支払いの試験運用を実施。
- 2021年（令和3年）
  - 7月1日：QRコード決済のPayPayを導入し、運賃支払いと回数券購入が可能となる。
- 2022年（令和4年）
  - 4月1日：路線再編を実施し、従来の2路線から3路線に増え、路線名称も変更される。

### 運賃・乗車券類
- 運賃は、1乗車につき100円均一。未就学児は無料。
- 運賃支払いには専用回数券のほか、QRコード決済のPayPayが利用可能。manacaなどの交通系ICカードは利用できない。
- 専用回数券（11枚綴り1,000円）が発売されており、回数券購入の際もPayPayでの支払いが可能。

障害者・高齢者の運賃助成
- 障害者割引があり、市内在住の障害者本人とその介助者は運賃無料となる。
  - 2023年4月1日からは、各種障害者手帳（身体障害者手帳、療育手帳、精神障害者保健福祉手帳）の提示で運賃無料となるよう変更された。
  - 2020年6月より障害者本人の運賃無料制度が開始されたが、市役所福祉課での「さんさんバス助成利用券」申請手続きが必要であった。それ以前は介助者のみ無料で障害者本人の割引制度はなかった。
  - また2023年4月1日からは、市内在住の65歳以上の高齢者の運賃が無料化された。乗車の際に生年月日と住所のわかる身分証明書を提示する。

### 路線
2022年（令和4年）4月1日に路線再編が行われ、従来の2路線から3路線に増えるとともに、路線の名称も変更された。各路線には個性的な愛称が付されている。
バス停留所は主要なもののみ記載。

#### さつきライン（三好黒笹線）
- 黒笹駅 - 三好ヶ丘駅 - 豊田厚生病院 - 三好丘緑 - 北部小学校 - しおみの丘 - 三好高校 - みよし市民病院 - みよし市役所 - サンライブ - イオン三好アイ・モール

#### くろまつライン（福田明知線）
- 福田児童館 - 三好下児童館 - わかば保育園 - イオン三好アイ・モール - サンライブ - みよし市役所 - みよし市民病院 - 打越 - 明知下公民館

#### いいじゃんライン（拠点連携線）
- 豊田厚生病院 - 三好ヶ丘駅 - 三好丘6丁目 - 北部小学校 - 新屋 - イオン三好アイ・モール - みよし市役所 - 保田ヶ池公園 - みよし市民病院
当路線は運行時間などにより、ひばりヶ丘2丁目停留所に停車する便と、みどり保育園、桜5丁目、緑丘公園、緑1丁目、三好丘緑、桜公園、ひばりヶ丘2丁目の各停留所に停車する便がある。

### 車両
専用車両は、愛知つばめ交通が保有する小型ノンステップバス、日野・ポンチョ（2ドアロングボディ、35人乗り）を使用する。3路線を3台ずつ、合計9台で運行している。

## 乗合タクシー
2004年9月30日に名鉄バスの一般路線「三好ヶ丘団地線」が廃止されたことを受け、翌10月1日には三好町営バス（当時）の路線再編を行うとともに、市内10地区で乗合タクシーを運行開始した。
一般路線バスやコミュニティバスの路線がない地域のフィーダー路線として、バス停留所までの移動用の乗合タクシーを運行している。乗合タクシーの乗り場は市内に17箇所設置し、そこから最寄りのバス停留所や、近くの施設などにあるバス停留所の間など、決められた区間をことができる。

### 運賃
乗合タクシーの運賃は、さんさんバスと乗り継いだ場合、タクシーかバスのどちらかで100円支払う。